# Skimmia repens
Skimmia repens là một loài thực vật có hoa trong họ Cửu lý hương. Loài này được Nakai miêu tả khoa học đầu tiên năm 1927.